# والتر كارليل
والتر كارليل (بالإنجليزية: Walter Carlyle)‏ هو لاعب كرة قدم بريطاني، ولد في 23 مايو 1938 في Grangemouth ‏ في المملكة المتحدة، وتوفي في 31 ديسمبر 2007. لعب مع دندي يونايتد وسانت جونستون وكوين أوف ساوث ونادي رينجرز ونادي ماذرويل.